# Richard Marquand
Richard Marquand (Cardiff, Gales, Reino Unido; 28 de septiembre de 1937-Los Ángeles, California, Estados Unidos; 4 de septiembre de 1987) fue un director de cine y televisión británico. Es conocido por haber sido el encargado de la dirección de la tercera y última película de la Trilogía original de Star Wars, Star Wars: Episodio VI - El retorno del Jedi.

## Biografía

### Estudios
Marquand fue educado en la escuela Emanuel School (situada en los alrededores de Londres), en la Universidad de Marsella (en Francia) y en el King's College de Cambridge. 

### Inicios y carrera en el cine
En 1970 comenzó su carrera dentro del mundo del espectáculo, escribiendo y dirigiendo para televisión y cine. Algunos de sus trabajos más destacados incluyen El ojo de la aguja (1981) y Jagged Edge (1985).
Su trabajo realizado en 1981 al frente de la dirección de El ojo de la aguja impresionó a George Lucas, de modo que eligió a Marquand para dirigir su tercera película de la saga de Star Wars titulada Return of the Jedi. La película se convirtió en poco tiempo en un éxito masivo, lo que significó ser el proyecto más exitoso de la carrera de Marquand, dándole fama y reconocimiento mundial.
Ha sido el único director no estadounidense en dirigir uno de los nueve episodios de la saga Star Wars.

### Fallecimiento
Murió de un ataque al corazón en Los Ángeles (California, Estados Unidos), a la edad de 49 años.

## Filmografía
| Año  | Película                                   | Notas                   |
| ---- | ------------------------------------------ | ----------------------- |
| 1987 | Hearts of Fire                             |                         |
| 1985 | Al filo de la sospecha (Jagged Edge)       |                         |
| 1984 | Until September                            |                         |
| 1983 | Star Wars: Episode VI - Return of the Jedi |                         |
| 1981 | El ojo de la aguja (Eye of the Needle)     |                         |
| 1979 | Birth of the Beatles                       |                         |
| 1978 | The Legacy                                 |                         |
| 1976 | Big Henry and the Polka Dot Kid            | Telefilme               |
| 1976 | Luke Was There                             | Telefilme               |
| 1971 | The Search for the Nile                    | Miniserie de televisión |
| 1970 | Edward II                                  | Telefilme               |